# Губислав
Губислав е село в Западна България. То се намира в Община Своге, Софийска област.

## География
Село Губислав се намира в планински район.
Голямо значение за развитието и поминъка на едно селище и живота на населението му оказва климатът, който се определя от атмосферната циркулация и особеностите на терена. Село Губислав има планински характер и околните склонове и върхове влияят на атмосферната циркулация на въздуха и създават разнообразен климат. Селото, което е разположено в южния склон на северното било на Стара планина, до известна степен е запазено от северните ветрове и по-слабо от южните. Слабо е изложено на североизточните ветрове по течението на р.Искър и Пробойница, както и на западните и югозападните. Самото южно изложение на махалите и препятствията за силни ветрове и въздушни течения създават условия за мек климат и краткото задържане на снеговете. Почвата е песъчлива, бедна и поради наклона на терена е изложена на постоянна ерозия. Затова в миналото и сега без постоянно наторяване с оборски тор е негодна за селскостопански култури. Почти всички ниви в миналото сега се ползват като ливади. При наличието на многото селскостопански животни в миналото, а оттам и оборска тор, са виреели жито, царевица, картофи и др., но сега от обеднялата почва се произвеждат само картофи и фуражни култури. Надморската височина е значителна – от 600 до 1000 м, но южното изложение и сравнително мекия климат създават условия за отглеждане на овощни култури – ябълки, круши, череши и др. Главно в Орешето и околностите му виреят некултивирани орехови дървета, от където носи името си. Тук виреят много билки. Има и условия за пчеларство.

## История
Според някои източници, образуването на Губислав е станало през тракийско време. Това се потвърждава от многото находища в местностите Танкио хърт, около къщите на Чуколовци, Видин град, Селището, а така също и в Мачище над Синия вир, близо до къщите на Вуцинци. В тези местности са намирани останки от глинени съдове, каменни прибори, монети и др., което подсказва за съществуването на живот преди османското владичество. Стар път е съществувал от Селището, през Червеняко за към Равно буче. Но това не е началото на селото, по-късно е изчезнало това население, не се знае колко време е съществувало, както и причините за неговото изчезване-преселване, бягство от други племена и др. 
Началото на сегашното село идва през османското владичество, когато родове от Зимевица са се настанявали тук с добитъка през зимните месеци. Постепенно Губислав се е оформило като отделно от Зимевица селище, което е наричано още и Страньето, защото е отстранено от главното село. През 1939 година тогавашната махала Губислав се отделя като самостоятелно населено място. Днес селото се намира в южния склон на Пробойнишкото дефиле, разположено в пет махали, всяка една от които представлява отделно малко селище като се започне от р.Петренски дол до местността Параджилняка с дължина около 10 – 12 км. Те са – махала Самотвор, която е най-близо до гара Лакатник; махала Осеноравен, която изчезна поради изселване на хората; махала Селището-Положище; махала Орешето, която е център на селото; махала Мачище-най-отдалечената; и новосъздадената напоследък махала Пробойница /Горна Пробойница/ до Петренски дол, отдалечени една от друга по на 3 – 5 км. Селото е едно от най-разпръснатите селища в махали и отделни къщи в западна Стара планина.

## Културни и природни забележителности
В този район се намират много исторически местности. Така например за м. Видин град има предание за малко градче преди османското владичество. Друго предание за него е, че са отглеждани лозя и е добивано вино, от където е останало Винин град, а по-късно Видин град. Недалече от това место на югоизток, в Милановското землище /Осиково/, над скалите срещу гара Лакатник, има местност Градището, където личат следи от укрепления за отбрана през турско време. Старинни останки се намират в местността Танкио хърт около къщето на покойния Павел Ангелов Костов /Чуколов/, от древни постройки, черква и гробище – вероятно тук е имало изчезнало селище. Такива останки според мемоарите на Паун Вучков е имало още на две места – Калилото и Положище. На тези места е намирана в миналото сгурия от желязо.В Селището също е имало останки от старо село, откъдето е останало наименованието на махалата. Хаджийската падина – владяна от някой хаджия, откъдето носи името си.
Хайдушкото кладенче и Хайдушки дол са свързани с Панайот Хитов, който, подгонен от турците, се е укривал с четата си в този край. /Байрактар е бил Васил Левски, и до днес съществува „пътеката на Левски“ – бел.В.Дичева/.
Западно са Тодорини кукли /скали/, където се е укривала боркиня Тодора. Южно от местността Царица е местността Балдуин, която е свързана с името на латинския император Балдуин, обширен хълм, граничещ с Губислав, Заноге, Зимевица, Вършец. Североизточно, наблизо до Орешето се намира интересна природна забележителност – извисява се голяма скала от червен пясъчник, наречена Червената скала, предната част на която наподобява стена на стара грамадна сграда. Някога в това, на пръв поглед непроходимо усое са минавали няколко важни пътища, които са прекосявали многобройните планински хребети и хълмове, за да свързват севера с юга. Най стар път е бил този, който е идвал от Видин през Берковица, Вършец, Белите речки, Осиково за София. По-късно оживен път за турските кервани минавал от София през Искрец, Заноге, през Губислав, Осиково за Дунава, който е свързвал северната Дунавска провинция Дакия със Софийската стратегия.